# Milan Baroš
Milan Baroš (Valašské Meziříčí, Txecoslovàquia, 28 d'octubre 1981), és un futbolista txec que actualment juga de davanter al Galatasaray de la Turkcell Süper Lig turca. Baroš, també juga per la selecció de la República Txeca des de 2001.